# Aristide Marchetti
Aristide Marchetti (Laveno-Mombello, 2 giugno 1920 – Roma, 9 dicembre 1994) è stato un partigiano, politico e antifascista italiano.

## Biografia
Conseguì il diploma di abilitazione magistrale durante il servizio militare a Salerno, si iscrisse all'Università, ma gli eventi bellici gli impedirono la prosecuzione degli studi. Minato nel fisico da una malattia polmonare, visse l'8 settembre del 1943 a casa, in licenza di malattia.

### Comandante Aris
Agli inizi del 1944 lasciò Laveno trasferendosi a Varzo per trascorrere un periodo di riposo. Fu in questa circostanza che entrò nella Resistenza italiana, diventando uno dei più arditi partigiani prima con la Divisione Valtoce delle Fiamme Verdi e poi con la formazione autonoma (di prevalente ispirazione cattolica) di Alfredo Di Dio, "Marco".
Unito il gruppo di Alfredo Di Dio con quello di Beltrami nella "Brigata Patrioti Valstrona", Marchetti con il nome di battaglia di "Aris" visse tutte le complesse e sofferte vicende militari della formazione: dall'abbandono di Campello Monti e della Valle Strona, fino alla traversata invernale per raggiungere l'Ossola. Scampato nel febbraio 1944 alla trappola di Megolo nel quale caddero tra gli altri Filippo Beltrami “il capitano”, il giovanissimo Gaspare Pajetta, Gianni Citterio “Redi”, Antonio Di Dio, fratello di Alfredo, continuò a battersi nel nuovo raggruppamento creato e guidato da Alfredo Di Dio.
Come ufficiale e commissario politico della "Divisione Valtoce", oltre ad aver vissuto in prima persona la esaltante e sfortunata pagina della costituzione della Libera Repubblica dell’Ossola durata per quaranta giorni, dal 9 settembre al 22 ottobre 1944, partecipò a numerose azioni, fra cui la battaglia del Migiandone all'imbocco della Valle Anzasca (in cui cadde fra gli altri lo studente universitario varesino Marco Giani), divenendo una delle figure più prestigiose del mondo partigiano cattolico.
Caduta la Repubblica ossolana e sciolta la Giunta di Governo, modello democratico di quella che sarebbe stata l'Italia alla Liberazione, fu costretto come centinaia di altri partigiani, dopo una massacrante marcia sulle pendici innevate del Passo di San Giacomo, a riparare in Svizzera dove fu accolto nel campo di internamento per militari di Murren nell'Oberland bernese. Negli stessi giorni, il 24 novembre 1944, perse il cugino Anselmo, pure lui partigiano, fucilato dai nazi-fascisti a Nibbiano (PC).

### Il dopoguerra
Terminata la guerra, il 26 ottobre 1945 fu incaricato dal Cln di Laveno Mombello di costituire la locale sezione dell'Associazione Nazionale Partigiani d'Italia, di cui divenne l'anima e il presidente.
Entrato nella vita civile, Aristide Marchetti divenne dirigente d'azienda, in società commerciali a Milano e a Varese; membro del consiglio d'amministrazione della Cassa di Risparmio delle Province Lombarde, dell'Ortomercato e della Società Esercizi Aeroportuali di Milano (Sea). Legato da forte amicizia a Enrico Mattei, partigiano cattolico come lui e fondatore dell'Ente Nazionale Idrocarburi (ENI), militante nella Democrazia Cristiana, Aristide Marchetti costituì e diresse numerose pubblicazioni politiche e culturali.

## Attività editoriale
Nel 1947 pubblicò il libro autobiografico Il Ribelle, la storia della sua scelta partigiana. Dal 1951 (anno in cui fondò L'Informatore, il periodico dell'amministrazione comunale) al 1956 fu sindaco democristiano di Laveno-Mombello e dal 1956 al 1962 presidente dell'amministrazione provinciale di Varese.

## Attività parlamentare
Venne riconfermato consigliere comunale nelle elezioni comunali del 1956, del 1960 e del 1964; nel 1968 si dimise essendo stato eletto deputato nella V legislatura per la Democrazia Cristiana. Fu confermato alle elezioni politiche del 1972 e dal 1976 al 1983 (VII ed VIII legislatura) ricoprì il ruolo di senatore della Repubblica.
In qualità di presidente della commissione esteri seguì a fondo e con grande passione l'annosa questione dei ristorni dei benefici assicurativi dei lavoratori frontalieri italiani in Svizzera, portando a termine un accordo-quadro di portata storica che garantì a migliaia di lavoratori la possibilità di utilizzare in Italia i benefici mutualistici guadagnati con la loro attività nella Confederazione.
Negli anni cinquanta, Marchetti, attivista del movimento culturale e politico denominato La Base, fu direttore responsabile del periodico Prospettive edito a Milano. Gli scritti del giornale furono giudicati dall'allora segretario della DC Amintore Fanfani in contrasto con gli orientamenti e col prestigio del partito dal quale il sindaco di Laveno-Mombello venne momentaneamente emarginato il che costituì uno dei momenti più amari della sua lunga e appassionata militanza.
Morì il 9 dicembre 1994 a Roma.